# صوت مجسم
يشير الصَوْت المُجَسَّمُ أو مجسامية الصوت (بالإنجليزية: Stereophonic sound أو Stereophony أو ببساطة Stereo) إلى تقنية إعادة بث أو تسجيل الصوت، لتوفير تدفقات صوتية متعددة، كل منها يتم بثه من جهاز موضوع في موقع مختلف بالنسبة للمستمع وبالنسبة لأجهزة البث الأخرى، وفقا للقواعد المعمول بها.
وبما أن الستيريو يسمح ببث معلومات صوتية متعددة، فيقابله أحاديّ الصّوت (monophonic)، الذي ينص على بث تدفق واحد من المعلومات الصوتية.